# Leningrádi Dixieland
A Leningrádi Dixieland (The Leningrad Dixieland Jazz Band; Ленинградский диксиленд) Európában az egyik legrégibb dixielandet játszó (szovjet-)orosz dzsesszegyüttes.

## Történet
A zenekart 1958-ban Vszevolod Koroljov trombitás (Всеволод Королёв) és Alekszandr Usziszkin klarinétos (Александ Усыскин) hozta létre. A zenekar  megalakulásától kezdve nagyon tehetséges és szorgalmas zenészekből álló csapatként lett nyilvántartva. Hamarosan Európában és Amerikában is jól ismert lett a dzsessz szerelmesei körében. Minden fellépésükre lelkes tömegek gyűltek össze és a 60-as évek vége óta folyamatosan turnéztak a világban.
A Leningrad Dixieland Jazz Band − persze − szülővárosában, Szentpéterváron is rendszeresen fellépett.
Az együttes sok sikeres turnét hozott össze, többek között The Tonight Show és  Sacramento Jazz Jubilee fellépéseket. Zenéjük sok új rajongót is hozott a klasszikus dzsessznek.

## Tagok
- Vszevolod Koroljov
- Alekszandr Usziszkin
- Oleg Kuvajcev
- Valentyin Kollasnyikov
- Alekszandr Kollasnyikov
- Eduard Levin
- Robert Pauzer
- Borisz Loksin
- Grigorij Loksin
- Jurij Akulov
- Vlagyimir Gribov
- Vlagyimir Jakovlev
- Valerij Zavarin
- Georgij Csikov
- Vlagyimir Voronyin
- Jurij Mirosnyicsenko

## Diszkográfia
- Ленинградский диксиленд − Leningrad Dixieland Jazz Band (1967) LP
- Ленинградский диксиленд − Leningrad Dixieland Jazz Band (1970) LP
- Ленинградский диксиленд − Leningrad Dixieland Jazz Band (1979) LP
- Ленинградский диксиленд − Neva River Eight Dixieland Jazz Band (1988) LP
- Ленинградский диксиленд − Leningrad Dixieland Jazz Band (1991) dupla LP
- Ленинградский диксиленд − Leningrad Dixieland Jazz Band (1993) CD (1991: dupla LP)
- Ленинградский диксиленд − We Can’t Give Anything But Love (1998) CD